# Goingarijp

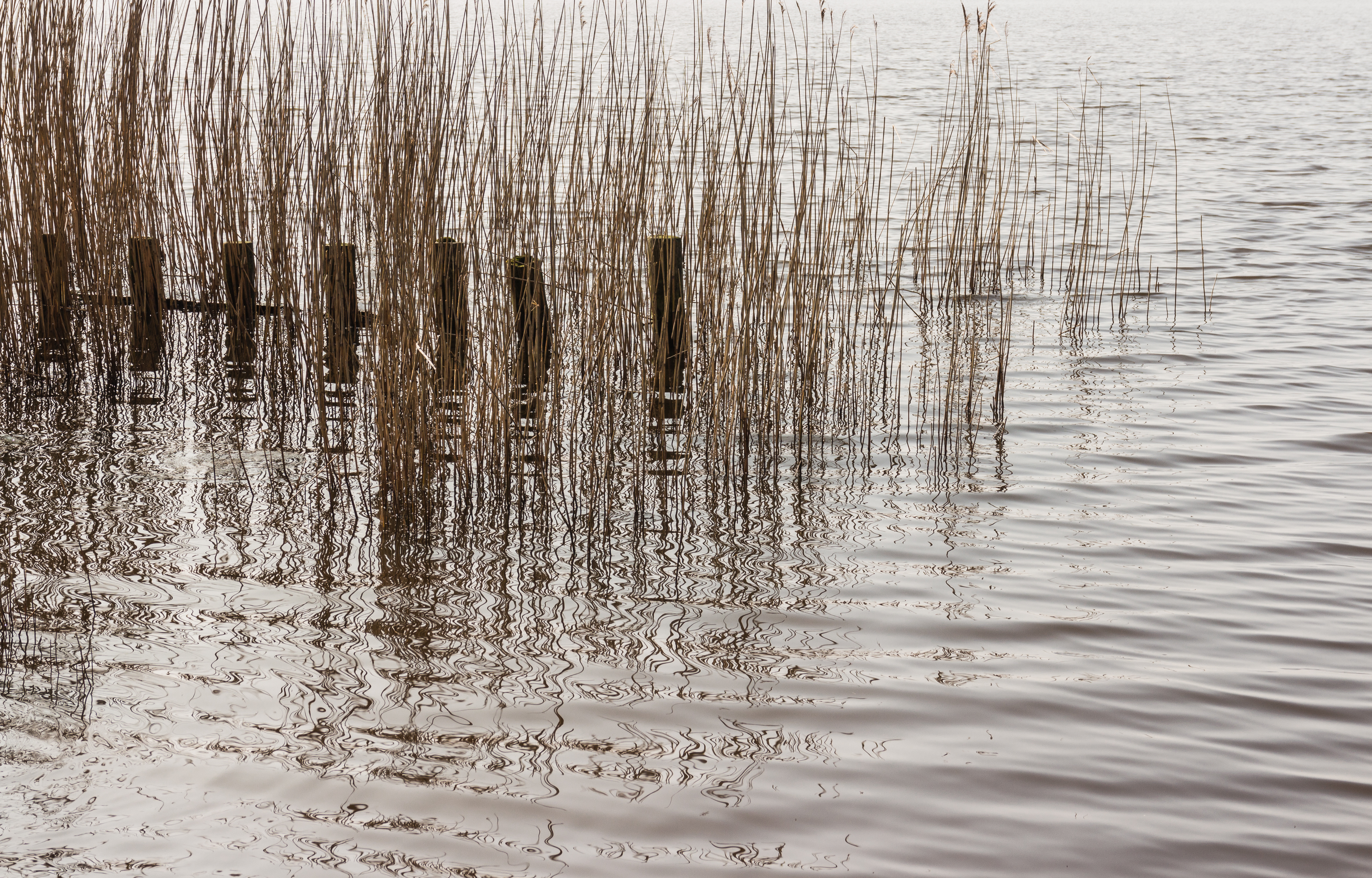
Goëngarijpsterpoelen (en frison : Goaiïngarypster Puollen) à Goingarijp. Mars 2019.

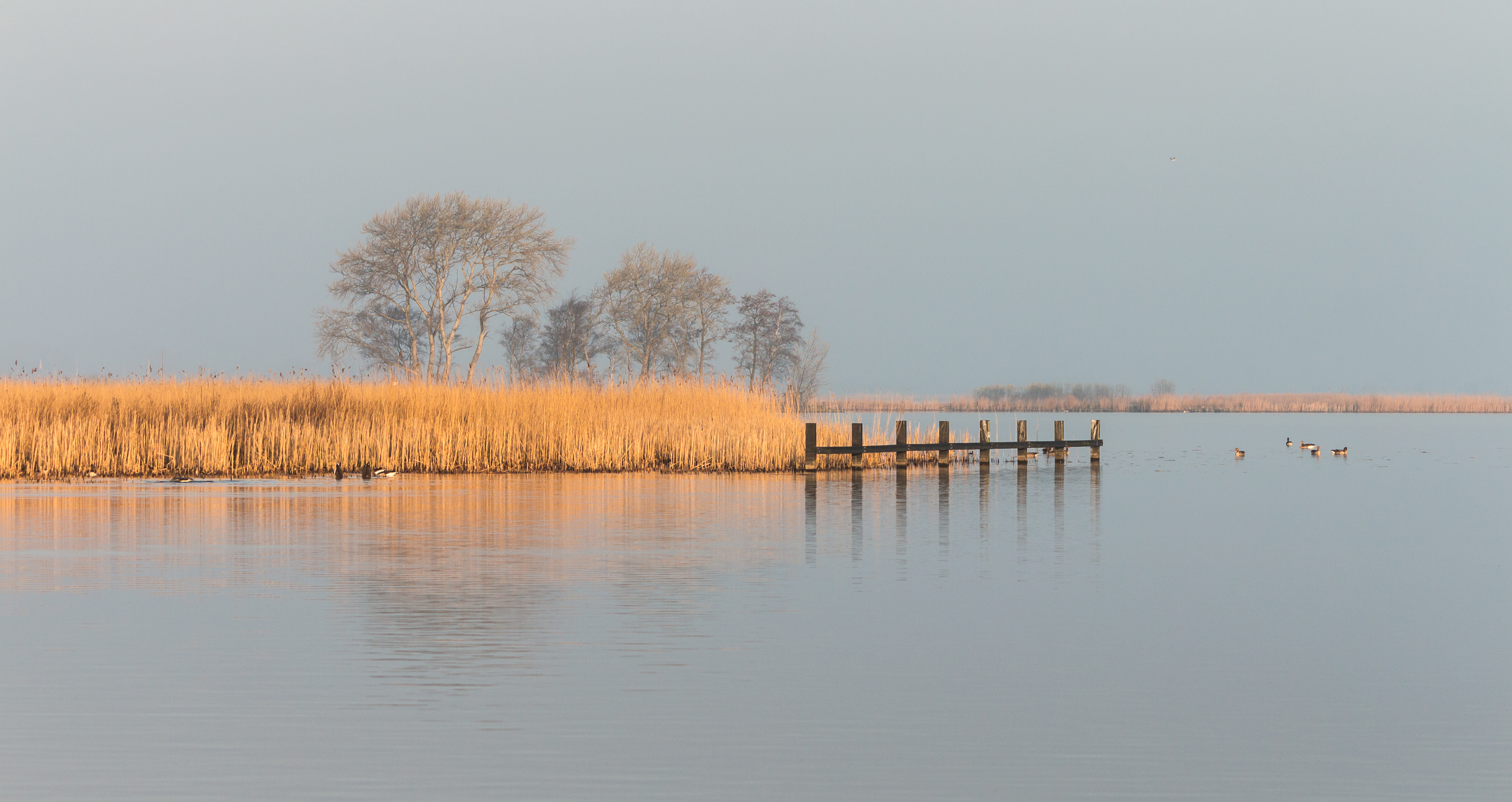
Goëngarijpsterpoelen, vue du lac depuis Heerenzijl. Les premières lueurs du soleil dispersent le brouillard matinal. Avril 2019.

Goingarijp (en frison : Goaiïngaryp) est un village de la commune néerlandaise de De Fryske Marren, situé dans la province de Frise.

## Géographie
Bordé au nord-ouest par le lac de Sneek, Goingarijp est limitrophe de Terherne au nord, Terkaple à l'est, Broek au sud et Uitwellingerga, situé lui sur la commune de Súdwest-Fryslân, à l'ouest.

## Histoire
Goingarijp est un village de la commune de Skarsterlân avant le 1er janvier 2014, date à laquelle celle-ci fusionne avec Gaasterlân-Sleat et Lemsterland pour former la nouvelle commune de De Friese Meren, devenue De Fryske Marren en 2015.

## Démographie
Le 1er janvier 2018, le village comptait 262 habitants.

## Personnalité
- Feike de Boer (1892-1976), né dans le village, bourgmestre d'Amsterdam de 1945 à 1946.